# Ukpet-Ehom
Die Sprache Ukpet-Ehom (auch akpet-ehom genannt; ISO 639-3: akd) ist eine bantoide Cross-Sprache, die in Nigeria von der Volksgruppe der Akpet gesprochen wird.
Insgesamt wird die Sprache von etwa 11.400 (2000) Personen im Bundesstaat Cross River gesprochen.
Die Sprache hat zwei Dialekte: ukpet (akpet) und ehom (ubeteng, ebeteng).